# Olivia Manning
Olivia Mary Manning (geboren 2. März 1908 in Portsmouth; gestorben 23. Juli 1980 in Ryde) war eine britische Schriftstellerin.

## Leben und Werk
Olivia Manning wuchs in Nordirland auf. Nach einer Ausbildung als Malerin an der Portsmouth School of Art zog sie nach London und war als Schriftstellerin tätig. Ihr erster Roman unter eigenem Namen The Wind Changes erschien 1937. Sie heiratete 1939 den Sozialisten Reginald Donald Smith (1914–1985), der 1939 eine Stelle beim British Council in Bukarest antrat. Aus Rumänien flüchtete sie mit ihrem Ehemann nach Griechenland und danach nach Jerusalem im britischen Protektoratsgebiet Palästina. Die Zeit bis 1945 verarbeitete sie in ihrem ersten Romanerfolg School for Love von 1951 (deutsch 2013 als Abschied von der Unschuld).
Mannings bekanntestes Werk ist Fortunes of War, das aus zwei Trilogien besteht (The Balkan Trilogy und The Levant Trilogy – deutsch: Im Fluss der Zeit mit den Teilen Der größte Reichtum, Die gefallene Stadt und Auf neuen Wegen). Es zeichnet im naturalistischen Stil mit komischen und entlarvender Dialogen die Kriegserfahrungen einer Gruppe von durch ihre distanzierte Erziehung emotional oder moralisch verkümmerten englischen Diplomaten und Sprachdozenten auf, die während des Zweiten Weltkrieges zwischen Rumänien, Griechenland, Ägypten und Palästina hin- und herwandern. Zugrunde liegen autobiographische Erfahrungen der Autorin.
Verfilmt wurden Teile des Inhalts 1987 unter dem Titel Auf Wiedersehen in Kairo mit Emma Thompson und Kenneth Branagh in den Hauptrollen. Manning wird mit Graham Greene und Evelyn Waugh verglichen. Ihr weiblicher Blick trifft auf eine historisch äußerst instabile Situation, in der sich ein Land zwischen verschiedenen Mächten bewegt.
Olivia Manning starb im Juli 1980 im Alter von 72 Jahren.

## Werke
- Jacob Morrow: Rose of Rubies. 1929
- Jacob Morrow: Here is Murder. 1929
- Jacob Morrow: The Black Scarab. 1929
- The Wind Changes. 1937
- Remarkable Expedition: The Story of Stanley's Rescue of Emin Pasha from Equatorial Africa. 1947
- Growing Up. 1948
- Artist Among the Missing. 1949
- The Dreaming Shore. 1950
- School for Love. 1951
  - Abschied von der Unschuld. Übersetzung Susanne Urban. Frankfurt am Main : Büchergilde Gutenberg, 2013
- A Different Face. 1953
- The Doves of Venus. 1955
  - Die Tauben der Venus : Roman. Übersetzung Ursula von Zedlitz. München : Biederstein, 1957
- My Husband Cartwright. 1956
- The Great Fortune. (The Balkan Trilogy). 1960
  - Der grösste Reichtum : Roman. Übersetzung Silke Jellinghaus. Nachwort Rachel Cusk übersetzt von Eva Bonné.  Hamburg : Rowohlt, 2020
- The Spoilt City. (The Balkan Trilogy). 1962
  - Die gefallene Stadt : Roman. Übersetzung Silke Jellinghaus. Hamburg : Rowohlt, 2021
- Friends and Heroes (The Balkan Trilogy). 1965
  - Freunde und Helden : Roman. Übersetzung Silke Jellinghaus. Hamburg : Rowohlt, 2021
- Fortunes of War: The Levant Trilogy. 1981
  - Im Fluss der Zeit : Roman. Übersetzung Norbert Treuheit, Gottfried Röckelein. München : Heyne, 1990
  - Wie Blätter im Wind : Roman. Übersetzung Norbert Treuheit, Gottfried Röckelein. München : Heyne, 1990
  - Auf neuen Wegen : Roman. Übersetzung Norbert Treuheit, Gottfried Röckelein. München : Heyne, 1990
- Extraordinary Cats. 1967
- A Romantic Hero, and other stories. 1967
- The Play Room. 1969
  - Zerbrechliche Puppen : Roman.  Übersetzung Eva Rapsilber. Rosenheim : Rosenheimer Verlagshaus, 1971
- The Rain Forest. 1974
- The Danger Tree (The Levant Trilogy). 1977
- The Battle Lost and Won (The Levant Trilogy). 1978
- The Sum of Things (The Levant Trilogy). 1980
- Fortunes of War: the Levant Trilogy. 1982